# Chris Travis
Christopher Reginald Travis (nacido el 2 de diciembre de 1993) es un rapero y productor discográfico estadounidense proveniente de Memphis, Tennessee. Comenzó su carrera en 2012 como solista en YouTube y más tarde se convirtió en miembro del colectivo Raider Klan de SpaceGhostPurrp, que abandonó en 2013.  Desde entonces, formó su propia discográfica independiente, Water Boyz Entertainment. Es un exmiembro de Seshollowaterboyz, un colectivo de los raperos estadounidenses Bones, Xavier Wulf y Eddy Baker.

## Discografía

### Álbumes recopilatorios
- Soundcloud V Files, Vol.1 (2018)

### EP
- Stay Pure (2013)
- After Effects (2014)
- Sea Beds (with Bones) (2014)
- Water Talk (with P2 the Gold Mask) (2014)
- No Trespassing (with Robb Banks) (2015)
- 8LVLS (2020)

### Mixtapes
- Hell on Earth (2012)
- Pizza & Codeine (2012)
- 275 Greatest Hits Vol. 1 (with Raider Klan) (2012)
- Side Effects (2013)
- BRK Greatest Hits Vol. 2 (with Raider Klan) (2013)
- Hidden in the Mist (2013)
- Born in the Winter (2013)
- Benadryl Cookies (2014)
- Gotham City (2014)
- Never Forget (2014)
- Silence of Me Eternally (2014)
- Go Home (2014)
- Live from the East (2015)
- See You There (2015)
- Art of Destruction (2015)
- The Ruined (2016)
- Shark Boy (2016)
- Forgive Me (2017)
- WATERSZN (2017)
- Water World (2018)
- Teenage Freak Show (2019)
- Tape of Terror (2019)
- WATERSZN 2 (2020)
- Venom (2021)
- 901 Fm (2022)
- WAVS (2023)

### Recopilatorio de mixtapes
- Unreleased '13 (2013)

### Apariciones de invitados
| Título                  | Año  | Otros Artistas                                                | Álbum                  |
| ----------------------- | ---- | ------------------------------------------------------------- | ---------------------- |
| "Da Block"              | 2012 | Yung Raw, Xavier Wulf                                         | The Trill OG           |
| "Cali Smoke"            | 2012 | Eddy Baker, Sky Lex                                           | Edibles                |
| "King of Diamonds"      | 2012 | SpaceGhostPurrp, Dough Dough da Don, Yung Simmie, Xavier Wulf | Black Man's Wealth     |
| "275 Be the Team"       | 2012 | Nell                                                          | 90s Mentality          |
| "No More"               | 2013 | Yung Simmie                                                   | Basement Musik         |
| "Nobody Understand"     | 2013 | Eddy Baker                                                    | Eduardo Baker          |
| "Money on My Mental"    | 2013 | Gangsta Boo                                                   | It's Game Involved     |
| "Not Really Talkin'"    | 2013 | Dxrty Rxdd                                                    | Rxdd Ranger            |
| "Push a Mothafucka"     | 2013 | Almighty, Xavier Wulf                                         | Still Bumpin'          |
| "Blvck Buddah"          | 2013 | Key Nyata                                                     | The Shadowed Diamond   |
| "Castle Flutes"         | 2013 | Xavier Wulf, Bones                                            | Caves                  |
| "Space Men"             | 2013 | Xavier Wulf                                                   | To Be Continued        |
| "Flex Action"           | 2014 | Smug Mang                                                     | Planet with No Name    |
| "I Dun Came Up"         | 2014 | Eddy Baker                                                    | Bad Guy                |
| "Gualla"                | 2014 | Smug Mang, Mike Jones                                         | Smug God               |
| "Flex'd Out"            | 2014 | Smug Mang, Black Kray                                         | Smug God               |
| "Flex Action"           | 2014 | Smug Mang                                                     | Smug God               |
| "Jungle Palaces"        | 2014 | Dylan Ross                                                    | The Relic              |
| "Slowed Killas"         | 2014 | Smug Mang, Yung Simmie                                        | Xans Got to Me         |
| "All I Think About"     | 2014 | Smug Mang                                                     | Xans Got to Me         |
| "That Purple"           | 2014 | Smug Mang                                                     | Xans Got to Me         |
| "The Statement"         | 2014 | Smug Mang                                                     | Xans Got to Me         |
| "Searching for Service" | 2014 | Bones                                                         | Garbage                |
| "Two Things"            | 2014 | Black Dave                                                    | Stay Black 2           |
| "Red Tide"              | 2014 | Xavier Wulf                                                   | Blood Shore Season Two |
| "Deeper"                | 2014 | Smug Mang                                                     | Smug Mang La Flare     |
| "Flow"                  | 2014 | Smug Mang                                                     | 独り善がりの           |
| "Neoprene"              | 2015 | Bones                                                         | Powder                 |
| "No Regrets"            | 2015 | Kold-Blooded                                                  | Tsukuyomi              |
| "Essence So Charmin'"   | 2015 | Smug Mang                                                     | Lil Gwoupo             |
| "Rumble Room"           | 2015 | Xavier Wulf                                                   | The Local Man          |
| "Pulled Off"            | 2016 | Fat Nick                                                      | When the Lean Runs Out |
| "Water $uicide"         | 2016 | Suicideboys                                                   | Eternal Grey           |
| "Smoke That Sht"        | 2017 | OmenXIII                                                      | Lifeless               |
| "Fishscale"             | 2018 | Kizaru                                                        | Fishscale              |